# インターコンチネンタル・ラリー・チャレンジ

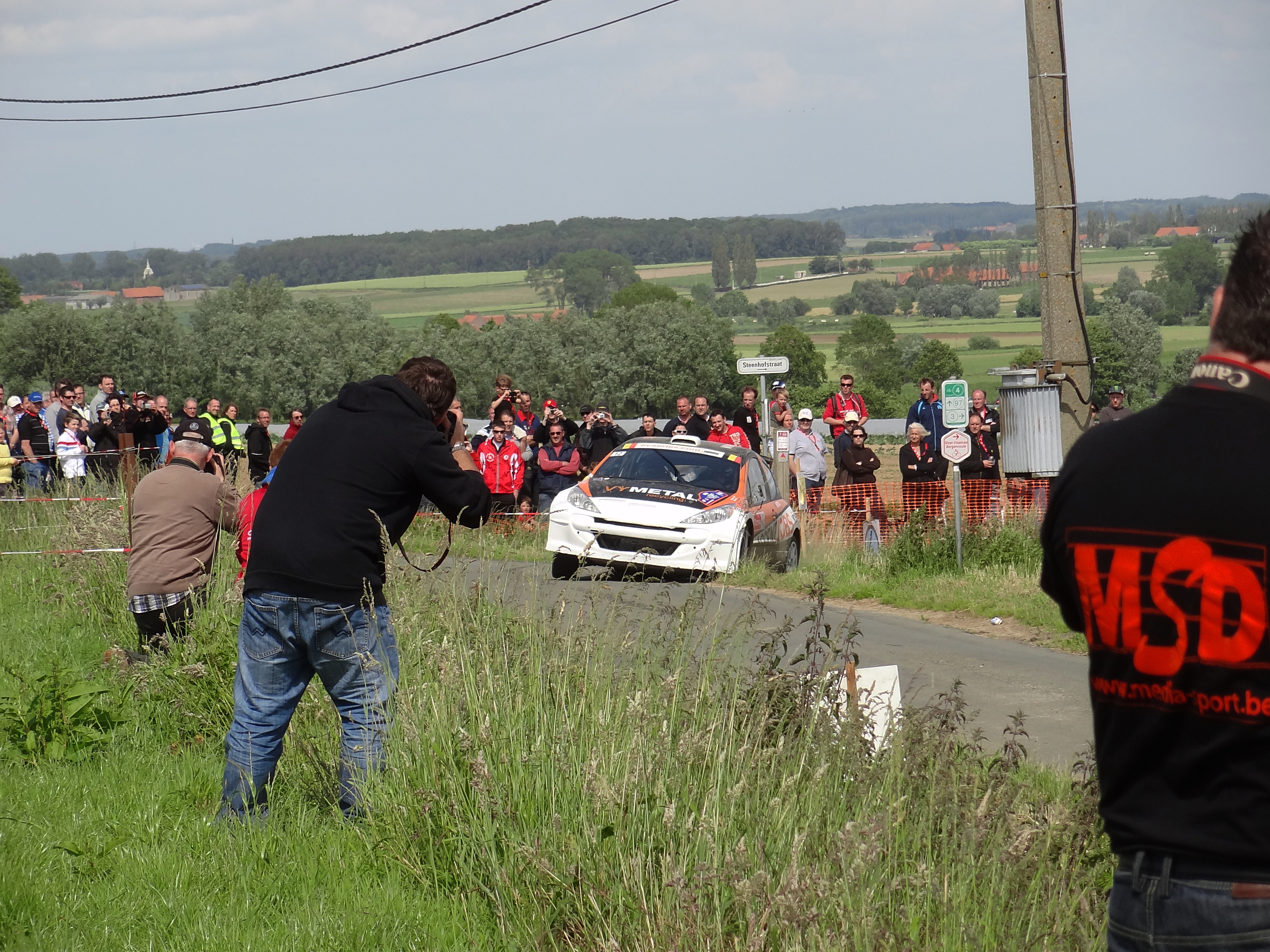
2007年イープル・ラリー

インターコンチネンタル・ラリー・チャレンジ（The Intercontinental Rally Challenge、IRC）は、ヨーロッパのスポーツ専門放送局ユーロスポーツが主催および運営し、2006年から2012年まで行なわれた国際ラリー選手権シリーズ。
一時は欧州でWRCに比肩する人気を集めていたが、ユーロスポーツが2013年以降のヨーロッパラリー選手権（ERC）のプロモーターとなることから、ERCに統合される形で2012年シーズンを最後に終了した。

## 概要
当時の世界ラリー選手権（WRC）の参戦コストが年々高騰していたことから、WRCよりも低いコストで参戦出来る国際ラリーシリーズとして発足した。発起人はFIA副会長のマルコ・ピッチニーニと、英国の元ラリードライバーで後に世界ツーリングカー選手権（WTCC）代表にもなるジョナサン・アシュマン。なおアシュマンは創設にあたって「1970年代WRCのような（安価かつ多様なマシンが溢れ、弱小プライベーターでも勝利を争える）選手権を開催したい」と語っている。
2006年に『インターナショナル・ラリー・チャレンジ』として暫定的に開催され、2007年から正式にスタートした。

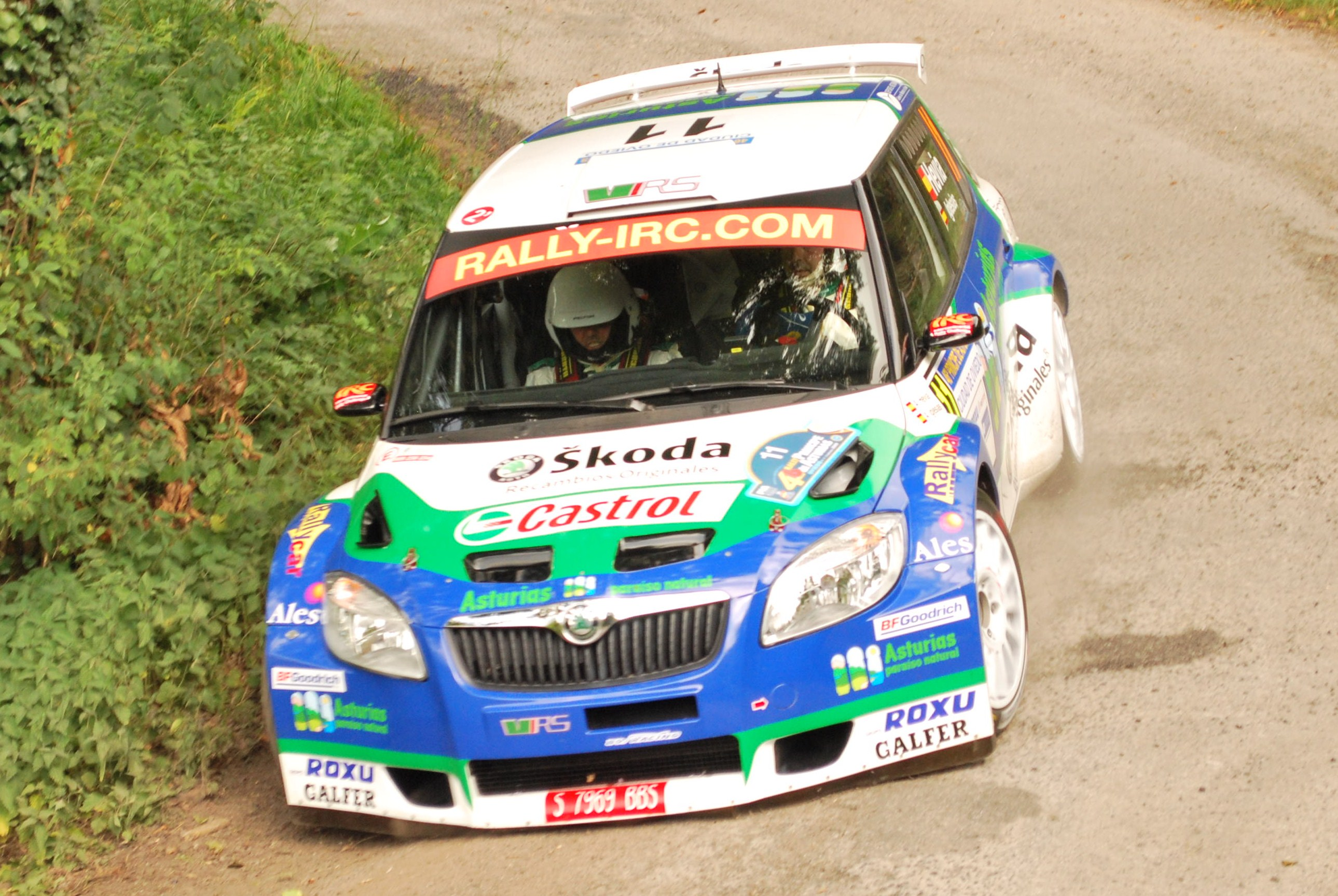
2009年ラリー・プリンセサのシュコダ・ファビアS2000

外観が市販車に近くプライベーターにも低コストで運用しやすい、市販車販売戦略に結びつくなどの理由から、2,000ccまでのグループA（スーパー2000）とグループN、R規定を中心に据えた。加えて各開催地の独自規定車両もポイント対象となるなど、WRCと異なり厳格な規定は求めない傾向にあった。
放送局が主催するシリーズということで、テレビ中継やインターネット配信などのメディア露出の多さも魅力であった。なお、メーカーがマニュファクチャラー登録をした場合のみ、そのマシンを使用するチームがポイント対象となり、ユーロスポーツの放送にも映されるというシステムを用いており、これもメーカー参戦を促進した。

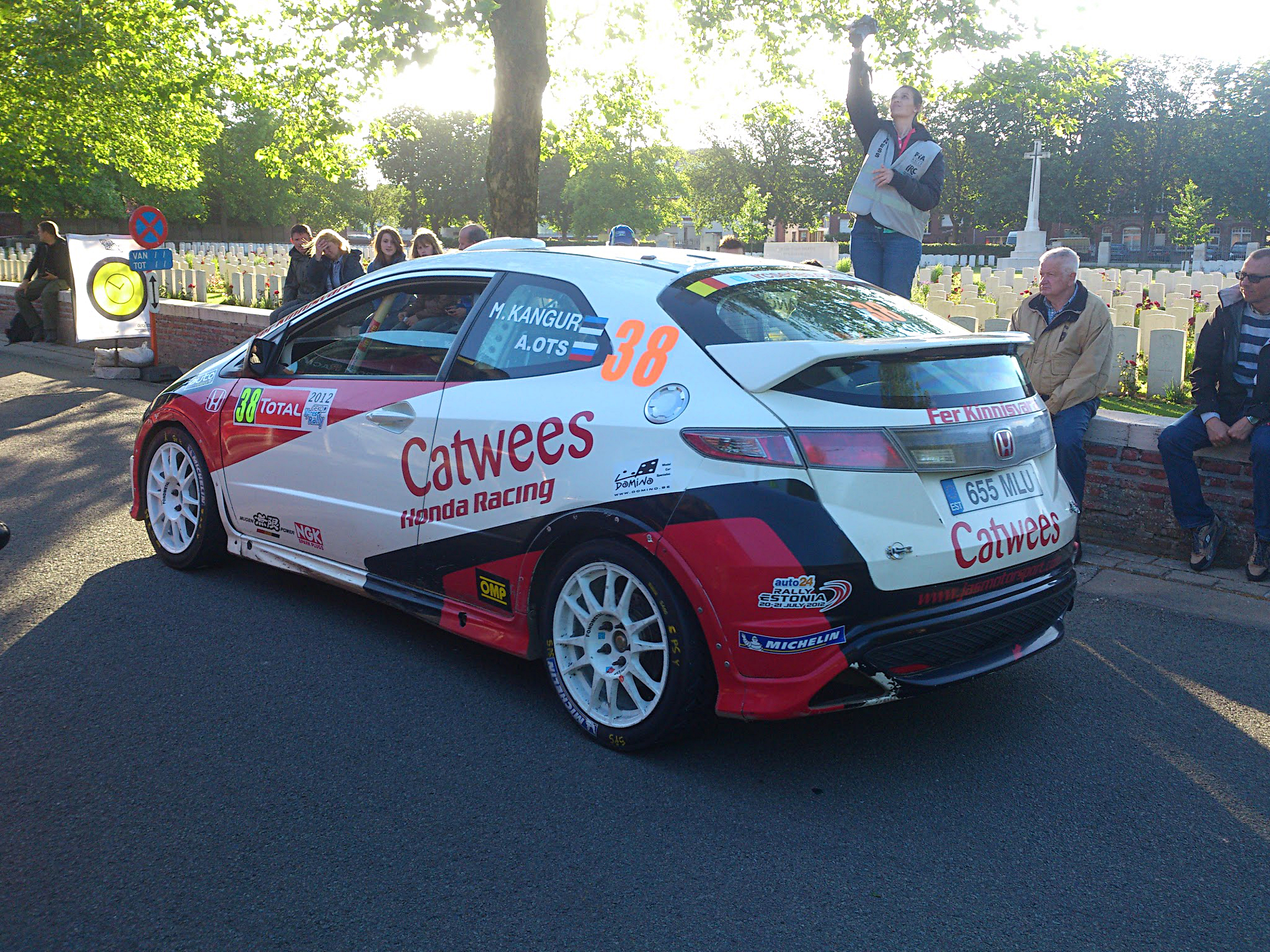
2012年イープル・ラリーのホンダ・シビックタイプR R3

ドライバーは若手やアマチュアドライバーが多かったが、イベントによっては現役のWRCやPWRCドライバーも参戦していた。ランキングは有効ポイント制で、2011年まではベスト7戦、2012年はベスト8戦の合計得点で争われる。全選手を対象とした総合ランキングのほかに、2WD車を対象とした2WDカップ、スーパー2000以外の市販車を対象としたプロダクションカップも表彰される。しばし日本人も参戦し、2011年は新井敏弘（スバル）がプロダクションカップを獲得した。
シリーズはWRCのように単独開催ではなく、ヨーロッパを中心とした世界各地のラリーの中から人気や伝統のあるイベントを選んで選手権指定する方式。同時期にWRCが1イベントにつき2年に1度の開催という変則的なスケジュールを用いていたこともあり、上記のモンテカルロ以外にもサファリラリー、ツール・ド・コルス、ラリー・サンレモといったWRCカレンダーから外れた有名なイベントを混じえることができており、運営方法もイベントごとの個性をある程度尊重していた。2009年シリーズはラリージャパンもスケジュールに組み込まれていたが開催されず、IRCの補助的なイベントとしてラリー北海道（アジアパシフィックラリー選手権のイベント）が指定された。FIAの定めた方式に則って全てが厳格に行われるWRCに対し、IRCでは各イベントに方式が委ねられていたため、自由な雰囲気が味わえるのも魅力の一つだった。

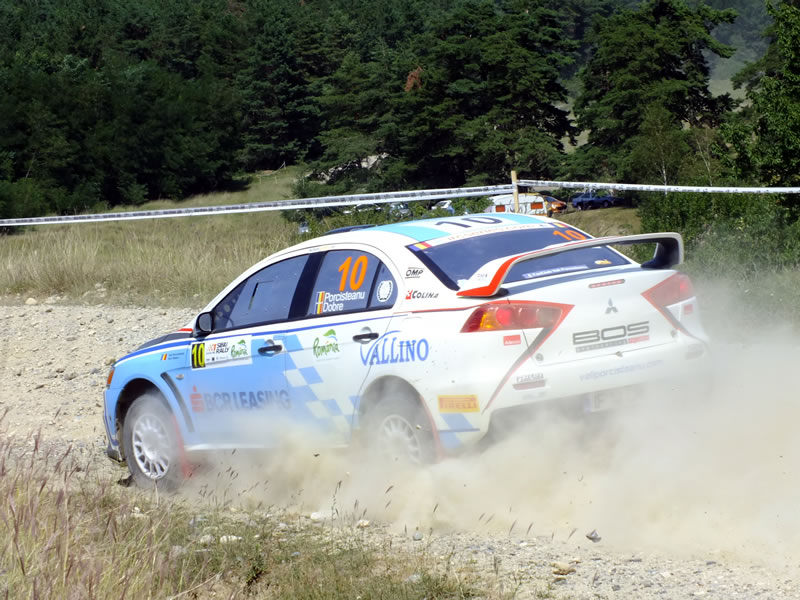
2012年シビウ・ラリーの三菱・ランサーエボリューション X R4

一方でユーロスポーツがプロモーションをしていたということや、開催地が欧州に偏っていることなどから、欧州以外の地域でのファン人気は限定的になってしまっていた面もあった。欧州でのマーケティングのために自動車のディストリビューター（卸売業者）系やディーラー（販売店）系チームの参加が多かったが、これはつまり彼らがフル参戦できる程度の資金コストまでしかかからなかったということでもあり、つまり欧州に開催地が集中してしまうということでもあった。
2010年時点でワークスがわずか2社にまで後退したWRCに比べると、同時期のIRCにはアバルト、プジョー、プロトン、ラリーアート、シュコダ、スバルが、さらに2012年にはルノーとMINIもマニュファクチャラー登録するなど、実に多彩なメーカーが集結した。また2WD部門でもプジョー、ルノー、ホンダ、フォルクスワーゲンなどがマニュファクチャラー登録しており、ホンダは2012年にマニュファクチャラーズタイトルを獲得している。さらに伝統の一戦であるラリー・モンテカルロをWRCから2009〜2011年と3年続けて奪い取るほどに、IRCは欧州ファン人気も高かった（特に2011年はモンテカルロ100周年記念であった）。
しかし北米のオープンホイールやスポーツカーレースの分裂ほど顕著な対立では無いにせよ、ラリーのトップカテゴリが競合しているという状況はFIAにとって望ましいものとは言い難く、2007年頃からWRCとの統合の話は持ち上がっていた。前述の通りIRCも、当初の目的とは異なり欧州以外に開催地を広げることができないという課題を解決できなかったこともあり、最終的にIRCはERCと統合、FIAもWRC含め車両規定やカテゴリ構成を大きく刷新することで決着を見た。

## 歴代チャンピオン
| 年度 | シリーズチャンピオン     | シリーズチャンピオン | シリーズチャンピオン               | マニュファクチャラー部門 |
| 年度 | ドライバー               | コ・ドライバー       | 車両                               | マニュファクチャラー部門 |
| ---- | ------------------------ | -------------------- | ---------------------------------- | ------------------------ |
| 2006 | ジャンドメニコ・バッソ   | ミティア・ドッタ     | フィアット・プント・アバルト S2000 |                          |
| 2007 | エンリケ・オヘダ         | ヨルディ・バラデス   | プジョー・207 S2000                |                          |
| 2008 | ニコラス・ヴイヨズ       | ニコラス・クリンガー | プジョー・207 S2000                | プジョー                 |
| 2009 | クリス・ミーク           | ポール・ネーグル     | プジョー・207 S2000                | プジョー                 |
| 2010 | ユホ・ハンニネン         | ミッコ・マルックラ   | シュコダ・ファビア S2000           | シュコダ                 |
| 2011 | アンドレアス・ミケルセン | オーラ・フロエネ     | シュコダ・ファビア S2000           | シュコダ                 |
| 2012 | アンドレアス・ミケルセン | オーラ・フロエネ     | シュコダ・ファビア S2000           | シュコダ                 |

## 開催イベント

### 2006年
1. ラリー・サウスアフリカ
2. イープル・ラリー
3. ラリー・マデイラ
4. ラリー・サンレモ

### 2007年
1. サファリラリー
2. イスタンブール・ラリー
3. イープル・ラリー
4. ラリー・ロシア
5. ラリー・マデイラ
6. チェコ・ラリー・ズリーン
7. ラリー・サンレモ
8. ラリー・ド・ヴァレー
9. ラリー・チャイナ

### 2008年
1. イスタンブール・ラリー
2. ラリー・ド・ポルトガル
3. イープル・ラリー
4. ラリー・ロシア
5. ラリー・マデイラ
6. チェコ・ラリー・ズリーン
7. ラリー・アストゥリアス
8. ラリー・サンレモ
9. ラリー・ド・ヴァレー
10. ラリー・チャイナ

サファリラリーが開幕戦として設定されていたが、同年1月から開催予定だったダカール・ラリーが政情不安等から中止になったのを受けて、こちらも中止となった。

### 2009年
1. ラリー・モンテカルロ
2. ラリー・オブ・クリティバ
3. サファリラリー
4. ラリー・アゾレス
5. イープル・ラリー
6. ラリー・ロシア
7. ラリー・マデイラ
8. チェコ・ラリー・ズリーン
9. ラリー・アストゥリアス
10. ラリー・サンレモ
11. ラリー・オブ・スコットランド

ラリージャパンが設定されていたが、WRC開催に専念する等の理由で中止となった。

### 2010年
1. ラリー・モンテカルロ
2. ラリー・オブ・クリティバ
3. ラリー・アルゼンチン
4. ラリー・イスラス・カナリアス
5. ラリー・サルディニア
6. イープル・ラリー
7. ラリー・アゾレス
8. ラリー・マデイラ
9. チェコ・ラリー・ズリーン
10. ラリー・サンレモ
11. ラリー・オブ・スコットランド
12. キプロス・ラリー

### 2011年
1. ラリー・モンテカルロ
2. ラリー・イスラス・カナリアス
3. ツール・ド・コルス
4. ヤルタ・ラリー
5. イープル・ラリー
6. ラリー・アゾレス
7. チェコ・ラリー・ズリーン
8. メチェック・ラリー
9. ラリー・サンレモ
10. ラリー・オブ・スコットランド
11. キプロス・ラリー

### 2012年
1. ラリー・アゾレス
2. ラリー・イスラス・カナリアス
3. アイルランド・ラリー
4. ツール・ド・コルス
5. タルガ・フローリオ
6. イープル・ラリー
7. ラリー・サンマリノ
8. ラリー・ルーマニア
9. チェコ・ラリー・ズリーン
10. ヤルタ・ラリー
11. ラリー・スリベン
12. ラリー・サンレモ
13. キプロス・ラリー

## 参戦メーカー(マニファクチャラー)
2007年
- アバルト - フィアット・グランデプント・アバルト Super2000
- 三菱自動車 - ランサーエボリューションIX グループN
- プジョー - 207 Super2000
- シトロエン - C2 Super1600
- ホンダ - シビックタイプR R3 (FN2)
- フォルクスワーゲン - ポロ Super2000

2008年
- アバルト - フィアット・グランデプント・アバルト Super2000
- プジョー - 207 Super2000
- 三菱自動車 - ランサーエボリュションIX グループN
- フォルクスワーゲン - ポロ Super2000
- ホンダ - シビックタイプR R3 (FN2)

2009年
- プジョー - 207 Super2000
- アバルト - フィアット・グランデプント・アバルト Super2000
- シュコダ - ファビア Super2000
- 三菱自動車 - ランサーエボリュションIX・X グループN
- プロトン - サトリアネオ Super2000
- フォルクスワーゲン - ポロ Super2000
- ホンダ - シビックタイプR R3 (FN2)

2010年
- プジョー - 207 Super2000
- Mスポーツ - フォード・フィエスタ Super2000
- シュコダ - ファビア Super2000
- アバルト - フィアット・グランデプント・アバルト Super2000
- スバル - インプレッサ WRX STI グループN
- 三菱自動車 - ランサーエボリュションIX・X グループN
- フォルクスワーゲン - ポロ Super2000
- プロトン - サトリアネオ Super2000
- ホンダ - シビックタイプR R3 (FN2)

2011年
- シュコダ - ファビア Super2000
- プジョー - 207 Super2000
- Mスポーツ - フォード・フィエスタ Super2000
- プロトン - サトリアネオ Super2000
- アバルト - フィアット・グランデプント・アバルト Super2000
- スバル - インプレッサ WRX STI R4・グループN
- 三菱自動車 - ランサーエボリュションIX・X R4・グループN
- フォルクスワーゲン - ポロ Super2000
- ホンダ - シビックタイプR R3 (FN2)

2012年
- シュコダ - ファビア Super2000
- プジョー - 207 Super2000
- 三菱自動車 - ランサーエボリュションIX・X R4・グループN
- Mスポーツ - フォード・フィエスタ Super2000
- スバル - インプレッサ WRX STI R4・グループN
- ルノー - メガーヌ RS グループN / クリオ R3
- ホンダ - シビックタイプR R3 (FN2)
- ミニ - ジョン・クーパー・ワークス Super2000

## タイヤメーカー
2009年は3社がタイヤを供給している。
- BFグッドリッチ
- ピレリ
- 横浜ゴム

2011年
- ミシュラン
- ピレリ
- 横浜ゴム

ワークスとして参戦するシュコダ、アバルト、プジョーはBFグッドリッチを使用し、プライベーターの殆どがピレリかBFグッドリッチを使用しており、横浜ゴムの利用者は極めて稀であった。